# 马占海
马占海 （?—1932年）是一名中華民國回族軍官，曾在青海马步芳的军队中擔任營長，駐守在大蘇爾莽（今青海囊謙縣毛莊鄉）。1932年，他在康藏纠纷引發的青藏战争中阵亡。